# Caux-et-Sauzens
Caux-et-Sauzens è un comune francese di 806 abitanti situato nel dipartimento dell'Aude nella regione dell'Occitania.

## Società

### Evoluzione demografica
Abitanti censiti